# Minenräumwagen
De Sd.Kfz. 300 Borgward BI Minenräumwagen was een op afstand bestuurbaar rupsbandvoertuig dat door de Duitsers in de Tweede Wereldoorlog werd gebruikt. De Borgward BI droeg mijn-detonatorrollers achter zich die de mijnen tot ontploffing bracht. Het eerste ontwerp van de Borgward BI was klaar in 1939. Tussen 1939 en mei 1940 werden er 50 Borgward BI's geproduceerd. In april werd de Borgward BII besteld waarvan er 100 werden gepland om in actie te worden gebruikt. De Borgward BII bleef echter een prototype-model. De voertuigen werden alleen gebruikt bij de trainingen van mijnverwijdereenheden. De Minenräumwagen werd bestuurd vanuit een omgebouwde radioversie van de Sd.Kfz. 265.